# (300098) 2006 UB260
(300098) 2006 UB260 es un asteroide perteneciente al cinturón exterior de asteroides, descubierto el 28 de octubre de 2006 por el equipo del Mount Lemmon Survey desde el Observatorio del Monte Lemmon, Arizona, Estados Unidos.

## Designación y nombre
Designado provisionalmente como 2006 UB260.

## Características orbitales
2006 UB260 está situado a una distancia media del Sol de 3,219 ua, pudiendo alejarse hasta 3,606 ua y acercarse hasta 2,833 ua. Su excentricidad es 0,120 y la inclinación orbital 3,375 grados. Emplea 2110,36 días en completar una órbita alrededor del Sol.

## Características físicas
La magnitud absoluta de 2006 UB260 es 16,3.